# Crocanthemum greenei
Espèce
Classification APG II (2003)
Synonymes
- Helianthemum greenei

Crocanthemum greenei est une espèce de plante à fleurs rare appartenant à la famille des Cistaceae. C'est une plante herbacée endémique des îles Channel de Californie, où elle pousse dans le chaparral des pentes rocheuses du bord de mer. Elle est présente sur trois des huit îles, où elle a été historiquement menacée par des herbivores sauvages comme le mouton de Santa Cruz et se rétablit progressivement. Elle est inscrite sur la liste fédérale des espèces menacées.

## Description
Crocanthemum greenei  est une plante herbacée vivace dressée atteignant  près de 30 centimètres de haut. Sa tige feuillue est principalement verte, avec une nouvelle croissance et des inflorescences au sommet apparaissant souvent de couleur violette. Les feuilles sont étroites, linéaires et pointues, longues de trois centimètres au maximum. L'inflorescence est généralement une panicule, produisant de nombreux boutons qui s'ouvrent en fleurs jaune d'or de un à deux centimètres de large. Chaque fleur a cinq pétales arrondis sur cinq petits sépales velus. Elles sont pollinisées par les insectes. Le fruit est une capsule ovale d'un demi-centimètre de large, contenant un maximum de 12 graines.
L'espèce est probablement dépendante des incendies naturels, après lesquels ses populations augmentent considérablement.
Aujourd'hui, cette plante se trouve sur les îles Santa Cruz, Santa Catalina et Santa Rosa ; elle n'a pas été signalée sur l'île San Miguel depuis plusieurs décennies.